# A szamoszi lány
A Szamoszi lány Menandrosz töredékesen fennmaradt komédiája. Kerényi Grácia fordította magyarra.

## Cselekmény

### Első felvonás
Moszkhión elbeszéli, hogy nevelőapja, Démeasz milyen jól bánt vele, majd rátér arra, hogy az öregúr megkívánt egy Számoszról származó hetérát, és magához vette. Démeasz most üzleti úton van szomszédjával, Nikératosszal, a hetéra, Khrűszisz pedig összebarátkozott Nikératosz feleségével és lányával. Egy este, amikor a nők Adonisz-kerteket vittek a háztetőkre, Moszkhión teherbe ejtette Plangónt. Moszkhión azonnal felajánlotta a lány anyjának, hogy elveszi Plangónt, amint apja és leendő apósa hazaérnek. Közben Khrűszisz is gyermeknek adott életet, de a Démeasztól származó csecsemő meghalt. A hetéra magához vette Plangón gyerekét.(1-60). Megérkezik a két öregúr, de Moszkhión nem mer apjának szólni a gyerekről, ezért Khrűszisz elvállalja, hogy saját csecsemőjeként mutatja be a kisdedet (61-119).

### Második felvonás
Démeasz dühösen mondja el a fiának, hogy a gyerek nem lehet az övé, ezért el fogja küldeni házából Khrűsziszt. Moszkhión rá akarja beszélni apját a gyerek felnevelésére. Démeasz rájön, hogy nevelt fia szerelmes szomszédja lányába. Démeasz Nikératoszhoz megy, hogy sürgesse a gyerekeik közötti esküvőt (120-203).

### Harmadik felvonás
Démeasz beszámol arról, hogy kihallgatta Moszkhión dajkáját, amint az újszülöttet nyugtatja. Ebből rájött, hogy nevelt fia a gyerek apja. Azt hiszi, hogy Moszkhión elcsábította Khrűsziszt (204-282). Készülődés Moszkhión és Plangón esküvőjére. Démeasz elzavarja Khrűsziszt, de Nikératosz befogadja a hetérát (283-420).

### Negyedik felvonás
Nikératosz elmeséli Moszkhiónnak, hogy apja elkergette házából Khrűsziszt a csecsemő miatt. Moszkhión megpróbálja lebeszélni apját a hetéra elkergetéséről. Démeasz dühösen a fia szemére veti, hogy gyereket nemzett asszonyának. Nikératosz most értesül arról, hogy Moszkhión a gyerek „apja”, felháborodik.(421-507). „Piacra viszem reggel korán azt a ringyót, eladom” – fenyegetőzik (508-509), majd házába megy, hogy beváltsa fenyegetését. Moszkhión bevall mindent apjának. Nikératosz kiront a házból, és elmeséli, azt látta, hogy lánya szoptatja Khrűszisz „gyerekét”, úgy dönt, megöli a hetérát, mert ellene fordította a családját. Démeasz visszafogadja Khrűsziszt és a gyereket magáénak vallja. A két öreg hajba kap, majd kibékül. Nikératosz beleegyezik a házasságba (510-615).

### Ötödik felvonás
Moszkhión, félve apjától, úgy dönt, elbújdosik. A szolga közli vele, hogy apja nem haragszik rá, folyik a készülődés az esküvőre.